# Styloptocuma antipai
Styloptocuma antipai är en kräftdjursart som beskrevs av Mihai Bacescu och Zarui Muradian 1974. Styloptocuma antipai ingår i släktet Styloptocuma och familjen Nannastacidae. Inga underarter finns listade i Catalogue of Life.